# Esquadrão Antibombas (Minas Gerais)
O Esquadrão Antibombas da Polícia Militar de Minas Gerais é uma das equipes do Grupo de Ações Táticas Especiais e foi criado em 1992. É parte do BOPE-MG.
É a equipe responsável por realizar intervenções em artefatos explosivos improvisados e convencionais em todo o território mineiro, além de elaborar relatórios técnicos, vistorias antibombas e assessoria a outros órgãos do Sistema de Defesa Social.
O Esquadrão Antibombas é comandado por um capitão, possui um tenente, na função de sub-comandante e quatro sargentos, à frente das equipes operacionais. Cada equipe é composta por três a quatro cabos.
Para ingressar no Esquadrão Antibombas o policial militar realiza um estágio, com duração de um ano, além de realizar cursos e estágios na área de bombas e explosivos. Os integrantes possuem cursos de Desativação de Artefatos Explosivos, com formação na Europa e vasta experiência em situações reais. Sua viatura é equipada com traje antibombas, raios X portátil, canhão disruptor, entre outros.